# HK 91

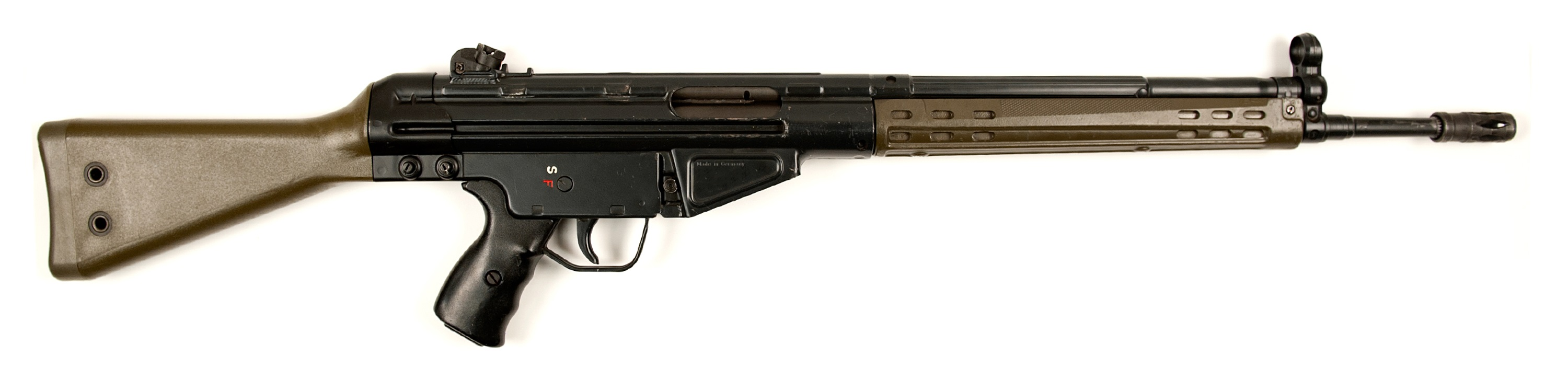
HK 91 en version Bundeswehr.

La carabine automatique  HK 91 constitue la principale version civile du célèbre fusil d'assaut HK G3. Les États-Unis importèrent près de 49 000 HK 91A2/91A3 au cours des années 1976-1989. Très prisée aux États-Unis, cette arme fut utilisée par les braqueurs impliqués dans la Fusillade de North Hollywood.

## Versions

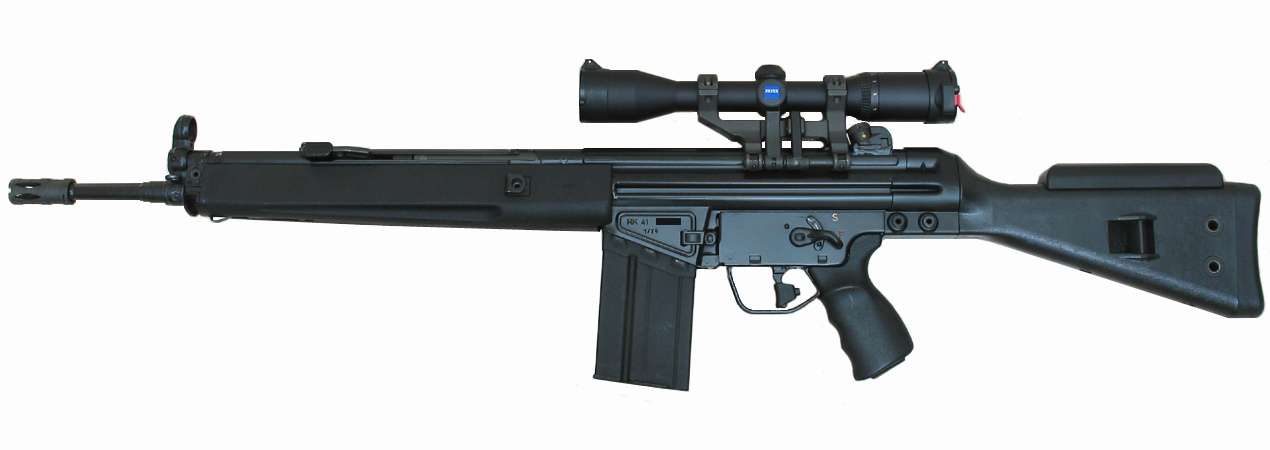
HK 41, la première version du HK 91, en version sniper.

Le marché civil nord-américain étant très friand d'armes de guerre, est à l'origine de plusieurs modèles spécifiques :
- HK 41 : variante commerciale du G3A3 importée en 1966 (cache-flamme) et en 1974 (sans cache-flamme). Elle est livrée originellement avec un chargeur 5 coups et peut recevoir un bipied et une lunette. Elle équipa également les réservistes de la Bundeswehr.

En 1976 est créé Heckler & Koch États-Unis (Virginie), qui commercialise les modèles suivants : 
- HK 91A2 : version semi-automatique destinée au marché civil et au maintien de l'ordre. Il est identique au G3A3 excepté sa garde qui n'est pas perforée.
- HK 91A3 : version semi-automatique équipée d'une crosse métallique télescopique. Modèle réservé aux services de police dont les SWAT teams.

## Le HK 41/91A2 en chiffre
- Munition : .308 Winchester
- Longueur totale : 105 cm
- Masse du fusil vide : 4,3 kg
- Chargeurs standards : 5 ou 20 cartouches

## Le Sar-3/8: une variante gréco-américaine du HK 91

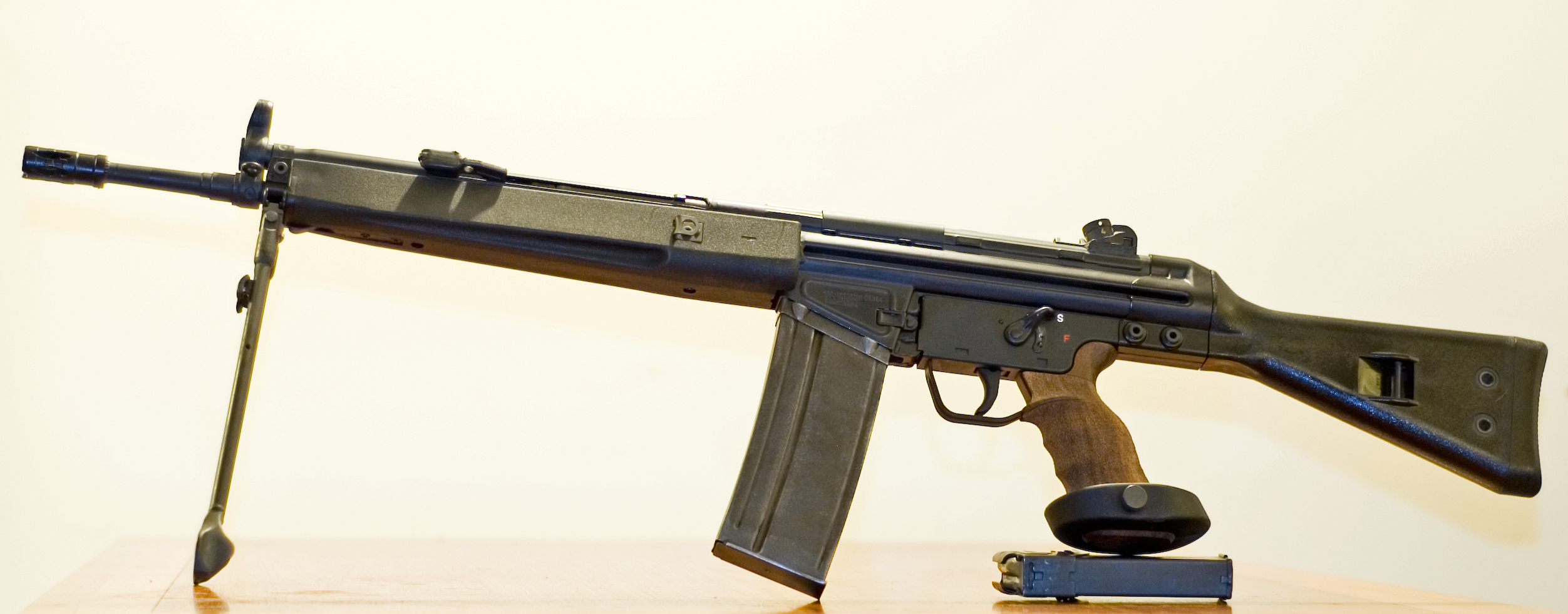
Un SAR-8 modifié en fusil de sniper avec l'ajout d'une poignée-pistolet type PSG-1, d'un bipied et d'un chargeur de 30 coups.

Avant que la filiale US de H&K n'importe elle-même ce modèle, la *Golden State Arms Co., Santa Fe Division (Pasadena, CA) avait commercialisé le HK 41 entre 1962 et 1966. De même, la Security Arms Company (SACO) (Arlington, VA) fut l'importateur du HK 91 en 1974 et 1975.
Après 1989, la Springfield Armory comble le vide laissé par la fin de la gabrication du HK 91 en  commercialisant les  SAR-3 (crosse militaire) puis SAR-8 (Crosse percée laissan passer le pouce)  La fabrication de ce fusil semi-automatique étant sous-traité par la EBO grecque. Cette dernière entreprise produisait déjà le HK G3 pour l'Armée grecque notamment. 
Enfin, le HK 91 a inspiré le PTR 91 et les cinéastes d'Hollywood.

## Dans la culture populaire
Le HK 91 a souvent été utilisé par les accessoiristes à la demande des cinéastes d'Hollywood. Il est ainsi visible dans 44 minutes de terreur (téléfilm relatant la fusillade de Nord Hollywood),  Air Force Two : dans les mains des rebelles, Heat  mais aussi Commando armant des personnages joués par Andrew Bryniarski,  Mariel Hemingway, Val Kilmer ou Arnold Schwarzenegger .